# Бандикота
Бандикота (Bandicota) — рід гризунів підродини мишевих. Поширені в Південній та Південно-Східній Азії. Викопні рештки бандикот відомі з верхнього пліоцену Індії.

## Види
Виділяють три види:
- Бандикота індійська (Bandicota indica);
- Бандикота бенгальська (Bandicota bengalensis);
- Bandicota savilei.

## Етимологія
Слово «бандикота» походить від назви цих гризунів мовою телугу: пандікокку(పందికొక్కు), що буквально означає «щур-свиня», «свиний щур».

## Опис
Всі бандикоти доволі великі гризуни (найбільша — індійська). Довжина тіла досягає 49 см, вага може перевищувати 1,5 кг. Хвіст довгий, рівний тілу за довжиною. Загалом зовнішній вигляд характерний для мишевих, однак морда доволі широка і закруглена. Колір шерсті загалом сірий, живіт світлий.

## Спосіб життя
Бандикоти всеїдні. Поблизу людських поселень харчуються відходами, також в значній кількості їсть рослинний корм (насіння і зерна). Спосіб життя всіх трьох видів доволі схожий. Живуть в глибоких норах, зазвичай риють їх в землі поза людськими житлами. В норах роблять запаси фруктів і зерна, вага яких може досягати кількох кілограмів.

## Розповсюдження
Ареал бандикот дуже широкий. Часто на одній території може мешкати кілька видів. На всьому своєму ареалі бандикоти — звичайні синантропні гризуни, хоча можуть мешкати й у малонаселеній місцевості.
На всьому ареалі поширення бандікоти численні та не потребують захисту. Їх часто вживають в їжу, особливо в країнах Південно-Східної Азії. Ці гризуни є носіями збудників небезпечних хвороб. Всі бандикоти, особливо бенгальська, є небезпечними шкідниками сільського господарства, тому місцеве населення знищує їх.